# Franz-Eduard-Matras-Haus
La Franz-Eduard-Matras-Haus ou plus simplement Matrahaus est un refuge de montagne du Club touriste autrichien dans les Alpes de Berchtesgaden. Il se situe au sommet du Hochkönig, à 2 941 m d'altitude ; le refuge est l'un des plus hauts refuges des Alpes orientales.

## Histoire
Le premier refuge sur le Hochkönig est construit par des mineurs en 1865. En mars 1894, le club touristique autrichien obtient l'autorisation de construire un abri, qui s'appelle le Kaiser-Jubiläums-Schutzhaus. Le refuge ouvre le 15 août 1898. La construction est 17 900 florins et a offert un logement pouvant accueillir jusqu'à 25 personnes. Franz Eduard Matras sauve la maison, qui devait être démolie à la demande de l'héritier du trône, François-Ferdinand d'Autriche, après la démission du fonctionnaire Joseph Szombathy. Pour cette raison, le refuge du Hochkönig est nommé en hommage en 1932. Le 4 mai 1982, le refuge brûle complètement. Une caserne provisoire est érigée temporairement et la construction d'un nouveau bâtiment commence rapidement, qui est inauguré le 1er septembre 1985.
Les moyens techniques de transport n'existent pas ; environ 10 tonnes par an doivent être livrées par hélicoptère, une quantité partielle environ toutes les quatre semaines. L'eau courante est générée sur place, tout comme l'électricité.

## Chemins d'accès
- De l'Arthurhaus (1 500 m, parking, près de Mühlbach am Hochkönig) par les Mitterfeldalm, Ochsenkar, Schweizertafel et Übergossene Alm, itinéraire balisé et partiellement sécurisé, temps de marche : 5 à 6 heures.
- De la Birgkarhaus sur le Dientner Saddle (1 380 m, parking, près de Dienten) par le Birgkar, balisé et partiellement sécurisé, temps de marche : 4 à 5 heures.
- Du Hinterthal (1 030 m, parking, près de Maria Alm) par le Bertgenhütte, la Teufelslöcher et l'Übergossene Alm, balisé et partiellement sécurisé, temps de marche : 6 à 7 heures.
- Du Dielalm (1 020 m, parking, près de Werfen) par l'Ostpreußenhütte, le Steingrube et l'Übergossene Alm, sentier balisé, le plus facile et le plus long, temps de marche : 7 à 8 heures.

## Sites à proximité
Autres refuges
- L'Arthurhaus par l'Ochsenkar, temps de marche : 4 heures.
- L'Ostpreußenhütte par l'Übergossene Alm, leicht, temps de marche : 4 heures et demie.
- Le Bertgenhütte par l'Übergossene Alm et le Teufelslöcher, temps de marche : 3 heures.
- L'Eckberthütte par les Herzogsteig, Torscharte und Bohlensteig, temps de marche : 5 heures.
- La Riemannhaus le long de la Nordalpenweg par les Herzogsteig, Torscharte, Brandhorn, Wildalmkirchl-Biwak et Steinernes Meer, temps de marche : 8 heures.

Sommets
- Hochseiler (2 795 m) par le Teufelslöcher, temps de marche : 2 heures.
- Lamkopf (2 845 m) par l'Übergossene Alm, temps de marche : 1 heure.
- Les Bratschenköpfe, Kematstein, Floßkogel, Torsäule sont accessibles en dehors de sentiers balisés.